# Божидар Пајкић
Божидар Пајкић (Струга, 25. децембар 1908 — Београд, 25. фебруар 1995) био је српски филмски и позоришни глумац. 

## Биографија
Већину свог радног века провео је као позоришни глумац. Пре Другог светског рата радио је као позоришни глумац, био је члан разних путујућих позоришних трупа.
За време Другог светског рата није радио као глумац већ као чиновник у Београдској електрани. После рата био је члан више позоришних трупа, између осталих и: Српска Драма у Приштини (редитељ: Славољуб Стефановић Раваси), Зетски дом на Цетињу као и позориште Бошко Буха у Београду.

## Улоге
|                   | 1960 | 1970 | 1980 | Укупно |
| ----------------- | ---- | ---- | ---- | ------ |
| Дугометражни филм | 2    | 1    | 1    | 4      |
| ТВ филм           | 1    | 3    | 0    | 4      |
| ТВ серија         | 3    | 7    | 1    | 11     |
| Укупно            | 6    | 11   | 2    | 19     |
| Год.   | Назив                                                 | Улога \|- style="background: Lavender; text-align:center; " | 1960-е | 1960-е | 1960-е | 1960-е |
| 1964.  | Код судије за прекршаје (ТВ серија)                   | /                                                           |        |        |        |        |
| 1968.  | Мартин Крпан с врха (ТВ филм)                         | /                                                           |        |        |        |        |
| 1968.  | Сирота Марија                                         | /                                                           |        |        |        |        |
| 1968.  | Парничари (ТВ серија)                                 | Пантелија, деда                                             |        |        |        |        |
| 1969.  | Музиканти (ТВ серија)                                 | Младожењин деда                                             |        |        |        |        |
| 1969.  | Убиство на свиреп и подмукао начин и из ниских побуда | Старац                                                      |        |        |        |        |
| 1970-е |                                                       |                                                             |        |        |        |        |
| 1970.  | Љубав на сеоски начин (ТВ серија)                     | Филип                                                       |        |        |        |        |
| 1970.  | Србија на Истоку (ТВ филм)                            | Сељак                                                       |        |        |        |        |
| 1970.  | Милораде, кам бек (ТВ филм)                           | Филип                                                       |        |        |        |        |
| 1970.  | Хајдучија (ТВ филм)                                   | Јеврем Тошић, сведок                                        |        |        |        |        |
| 1971.  | Дипломци (ТВ серија)                                  | Сељак                                                       |        |        |        |        |
| 1971.  | Енеида                                                | Фаун                                                        |        |        |        |        |
| 1972.  | Грађани села Луга (ТВ серија)                         | Сибин                                                       |        |        |        |        |
| 1973.  | Камионџије (ТВ серија)                                | Бамбалић старији                                            |        |        |        |        |
| 1974.  | Отписани                                              | Старац                                                      |        |        |        |        |
| 1974.  | Отписани (ТВ серија)                                  | Старац                                                      |        |        |        |        |
| 1978.  | Повратак отписаних (ТВ серија)                        | Пролазник                                                   |        |        |        |        |
| 1980-е |                                                       |                                                             |        |        |        |        |
| 1982.  | Приче преко пуне линије (ТВ серија)                   | /                                                           |        |        |        |        |
| 1986.  | Секула и његове жене                                  | Чедин комшија                                               |        |        |        |        |